# Tour de Romandía 2017
La 71.ª edición del Tour de Romandía fue una carrera de ciclismo en ruta por etapas que se celebró entre el 25 y el 30 de abril de 2017 en Suiza sobre un recorrido de 707,6 kilómetros con inicio en la ciudad de Aigle en la comuna suiza del cantón de Vaud, y final en la ciudad Lausana.
La carrera formó parte al UCI WorldTour 2017, siendo la decimonovena competición del calendario de máxima categoría mundial.
La carrera fue ganada por el corredor australiano Richie Porte del equipo BMC Racing Team, en segundo lugar Simon Yates (Orica-Scott) y en tercer lugar Primož Roglič (LottoNL-Jumbo).

## Equipos participantes
Tomaron parte en la carrera 19 equipos: 18 de categoría UCI WorldTour 2017 invitados por la organización; 1 de categoría Profesional Continental. Formando así un pelotón de 152 ciclistas de los que acabaron 131. Los equipos participantes fueron:
| WorldTeams (18)- AG2R La Mondiale - Astana - Bahrain-Merida - BMC Racing Team - Bora-Hansgrohe - Cannondale-Drapac - FDJ - Lotto-Soudal - Movistar Team - Orica-Scott - Quick-Step Floors - Dimension Data - UAE Team Emirates - Katusha-Alpecin - Lotto NL-Jumbo - Sky - Team Sunweb - Trek-Segafredo Equipo continental profesional- Wanty-Groupe Gobert |
| |

## Recorrido
El Tour de Romandía inicia su recorrido con un prólogo de 4,8 kilómetros en Aigle en el Cantón de Vaud, lugar principal de la sede del centro mundial de ciclismo UCI, y finaliza con una contrarreloj individual en la ciudad de Lausana. Otros inicios o finales de etapa serán en Payerne, Leysin (puerto de esquí), Champéry, Domdidier y Bulle.
| Etapa     | Fecha     | Recorrido          | type                    | Distancia (km) | Ganador          | Líder         |
| --------- | --------- | ------------------ | ----------------------- | -------------- | ---------------- | ------------- |
| Prólogo   | 25 de abr | Aigle – Aigle      | prólogo                 | 4,8            | Fabio Felline    | Fabio Felline |
| 1.ª etapa | 26 de abr | Aigle – Champéry   | etapa de media montaña  | 173,3          | Michael Albasini | Fabio Felline |
| 2.ª etapa | 27 de abr | Aigle – Bulle      | etapa de media montaña  | 136,5          | Stefan Küng      | Fabio Felline |
| 3.ª etapa | 28 de abr | Payerne – Payerne  | etapa escarpada         | 187            | Elia Viviani     | Fabio Felline |
| 4.ª etapa | 29 de abr | Domdidier – Leysin | etapa de montaña        | 163,5          | Simon Yates      | Simon Yates   |
| 5.ª etapa | 30 de abr | Lausana – Lausana  | contrarreloj individual | 17,88          | Primož Roglič    | Richie Porte  |

## Desarrollo de la carrera

### Prólogo
| \| Clasificación de la etapa \| Clasificación de la etapa \| Clasificación de la etapa \| Clasificación de la etapa \| Clasificación de la etapa \| \| Ciclista \| Ciclista \| Equipo \| Tiempo \| \| \| ------------------------- \| ------------------------- \| ------------------------- \| ------------------------- \| ------------------------- \| \| 1.º \| Fabio Felline \| Trek-Segafredo \| 5 min 57 s \| \| \| 2.º \| Alex Dowsett \| Movistar Team \| + 2 s \| \| \| 3.º \| Alexander Edmondson \| Orica-Scott \| + 7 s \| \| \| 4.º \| Maximilian Schachmann \| Quick-Step Floors \| + 8 s \| \| \| 5.º \| Victor Campenaerts \| LottoNL-Jumbo \| + 8 s \| \| \| 6.º \| Primož Roglič \| LottoNL-Jumbo \| + 9 s \| \| \| 7.º \| Vasil Kiryienka \| Team Sky \| + 10 s \| \| \| 8.º \| Tom Bohli \| BMC Racing Team \| + 10 s \| \| \| 9.º \| Johan Le Bon \| FDJ \| + 11 s \| \| \| 10.º \| Christoph Pfingsten \| Bora-Hansgrohe \| + 11 s \| \| |                       |                   |            |
| |                       |                   |            |
| Fuente: ProCyclingStats |                       |                   |            |
| Clasificación de la etapa |                       |                   |            |
| Ciclista | Ciclista              | Equipo            | Tiempo     |
| 1.º | Fabio Felline         | Trek-Segafredo    | 5 min 57 s |
| 2.º | Alex Dowsett          | Movistar Team     | + 2 s      |
| 3.º | Alexander Edmondson   | Orica-Scott       | + 7 s      |
| 4.º | Maximilian Schachmann | Quick-Step Floors | + 8 s      |
| 5.º | Victor Campenaerts    | LottoNL-Jumbo     | + 8 s      |
| 6.º | Primož Roglič         | LottoNL-Jumbo     | + 9 s      |
| 7.º | Vasil Kiryienka       | Team Sky          | + 10 s     |
| 8.º | Tom Bohli             | BMC Racing Team   | + 10 s     |
| 9.º | Johan Le Bon          | FDJ               | + 11 s     |
| 10.º | Christoph Pfingsten   | Bora-Hansgrohe    | + 11 s     |

| \| Clasificación general \| Clasificación general \| Clasificación general \| Clasificación general \| Clasificación general \| \| Ciclista \| Ciclista \| Equipo \| Tiempo \| \| \| --------------------- \| --------------------- \| --------------------- \| --------------------- \| --------------------- \| \| 1.º \| Fabio Felline \| Trek-Segafredo \| 5 min 57 s \| \| \| 2.º \| Alex Dowsett \| Movistar Team \| + 2 s \| \| \| 3.º \| Alexander Edmondson \| Orica-Scott \| + 7 s \| \| \| 4.º \| Maximilian Schachmann \| Quick-Step Floors \| + 8 s \| \| \| 5.º \| Victor Campenaerts \| LottoNL-Jumbo \| + 8 s \| \| \| 6.º \| Primož Roglič \| LottoNL-Jumbo \| + 9 s \| \| \| 7.º \| Vasil Kiryienka \| Team Sky \| + 10 s \| \| \| 8.º \| Tom Bohli \| BMC Racing Team \| + 10 s \| \| \| 9.º \| Johan Le Bon \| FDJ \| + 11 s \| \| \| 10.º \| Christoph Pfingsten \| Bora-Hansgrohe \| + 11 s \| \| |                       |                   |            |
| |                       |                   |            |
| Fuente: ProCyclingStats |                       |                   |            |
| Clasificación general |                       |                   |            |
| Ciclista | Ciclista              | Equipo            | Tiempo     |
| 1.º | Fabio Felline         | Trek-Segafredo    | 5 min 57 s |
| 2.º | Alex Dowsett          | Movistar Team     | + 2 s      |
| 3.º | Alexander Edmondson   | Orica-Scott       | + 7 s      |
| 4.º | Maximilian Schachmann | Quick-Step Floors | + 8 s      |
| 5.º | Victor Campenaerts    | LottoNL-Jumbo     | + 8 s      |
| 6.º | Primož Roglič         | LottoNL-Jumbo     | + 9 s      |
| 7.º | Vasil Kiryienka       | Team Sky          | + 10 s     |
| 8.º | Tom Bohli             | BMC Racing Team   | + 10 s     |
| 9.º | Johan Le Bon          | FDJ               | + 11 s     |
| 10.º | Christoph Pfingsten   | Bora-Hansgrohe    | + 11 s     |

### Etapa 1
| \| Clasificación de la etapa \| Clasificación de la etapa \| Clasificación de la etapa \| Clasificación de la etapa \| Clasificación de la etapa \| \| Ciclista \| Ciclista \| Equipo \| Tiempo \| \| \| ------------------------- \| ------------------------- \| ------------------------- \| ------------------------- \| ------------------------- \| \| 1.º \| Michael Albasini \| Orica-Scott \| 4 h 33 min 10 s \| \| \| 2.º \| Diego Ulissi \| UAE Team Emirates \| + 0 s \| \| \| 3.º \| Jesús Herrada \| Movistar Team \| + 0 s \| \| \| 4.º \| Natnael Berhane \| Dimension Data \| + 0 s \| \| \| 5.º \| Chris Froome \| Team Sky \| + 0 s \| \| \| 6.º \| Pello Bilbao \| Astana \| + 0 s \| \| \| 7.º \| Wilco Kelderman \| Team Sunweb \| + 0 s \| \| \| 8.º \| David de la Cruz \| Quick-Step Floors \| + 0 s \| \| \| 9.º \| Richard Carapaz \| Movistar Team \| + 0 s \| \| \| 10.º \| Pierre Latour \| AG2R La Mondiale \| + 0 s \| \| |                  |                   |                 |
| |                  |                   |                 |
| Fuente: ProCyclingStats |                  |                   |                 |
| Clasificación de la etapa |                  |                   |                 |
| Ciclista | Ciclista         | Equipo            | Tiempo          |
| 1.º | Michael Albasini | Orica-Scott       | 4 h 33 min 10 s |
| 2.º | Diego Ulissi     | UAE Team Emirates | + 0 s           |
| 3.º | Jesús Herrada    | Movistar Team     | + 0 s           |
| 4.º | Natnael Berhane  | Dimension Data    | + 0 s           |
| 5.º | Chris Froome     | Team Sky          | + 0 s           |
| 6.º | Pello Bilbao     | Astana            | + 0 s           |
| 7.º | Wilco Kelderman  | Team Sunweb       | + 0 s           |
| 8.º | David de la Cruz | Quick-Step Floors | + 0 s           |
| 9.º | Richard Carapaz  | Movistar Team     | + 0 s           |
| 10.º | Pierre Latour    | AG2R La Mondiale  | + 0 s           |

| \| Clasificación general \| Clasificación general \| Clasificación general \| Clasificación general \| Clasificación general \| \| Ciclista \| Ciclista \| Equipo \| Tiempo \| \| \| --------------------- \| ----------------------- \| --------------------- \| --------------------- \| --------------------- \| \| 1.º \| Fabio Felline \| Trek-Segafredo \| 4 h 39 min 07 s \| \| \| 2.º \| Maximilian Schachmann \| Quick-Step Floors \| + 8 s \| \| \| 3.º \| Jesús Herrada \| Movistar Team \| + 8 s \| \| \| 4.º \| Primož Roglič \| LottoNL-Jumbo \| + 9 s \| \| \| 5.º \| Ion Izagirre \| Bahrain-Merida \| + 12 s \| \| \| 6.º \| Bob Jungels \| Quick-Step Floors \| + 12 s \| \| \| 7.º \| José Gonçalves \| Katusha-Alpecin \| + 13 s \| \| \| 8.º \| Rubén Fernández Andújar \| Movistar Team \| + 13 s \| \| \| 9.º \| Michael Albasini \| Orica-Scott \| + 14 s \| \| \| 10.º \| Jonathan Castroviejo \| Movistar Team \| + 14 s \| \| |                         |                   |                 |
| |                         |                   |                 |
| Fuente: ProCyclingStats |                         |                   |                 |
| Clasificación general |                         |                   |                 |
| Ciclista | Ciclista                | Equipo            | Tiempo          |
| 1.º | Fabio Felline           | Trek-Segafredo    | 4 h 39 min 07 s |
| 2.º | Maximilian Schachmann   | Quick-Step Floors | + 8 s           |
| 3.º | Jesús Herrada           | Movistar Team     | + 8 s           |
| 4.º | Primož Roglič           | LottoNL-Jumbo     | + 9 s           |
| 5.º | Ion Izagirre            | Bahrain-Merida    | + 12 s          |
| 6.º | Bob Jungels             | Quick-Step Floors | + 12 s          |
| 7.º | José Gonçalves          | Katusha-Alpecin   | + 13 s          |
| 8.º | Rubén Fernández Andújar | Movistar Team     | + 13 s          |
| 9.º | Michael Albasini        | Orica-Scott       | + 14 s          |
| 10.º | Jonathan Castroviejo    | Movistar Team     | + 14 s          |

### Etapa 2
| \| Clasificación de la etapa \| Clasificación de la etapa \| Clasificación de la etapa \| Clasificación de la etapa \| Clasificación de la etapa \| \| Ciclista \| Ciclista \| Equipo \| Tiempo \| \| \| ------------------------- \| ------------------------- \| ------------------------- \| ------------------------- \| ------------------------- \| \| 1.º \| Stefan Küng \| BMC Racing Team \| 3 h 33 min 15 s \| \| \| 2.º \| Andri Hrivko \| Astana \| + 0 s \| \| \| 3.º \| Sonny Colbrelli \| Bahrain-Merida \| + 20 s \| \| \| 4.º \| Alexander Edmondson \| Orica-Scott \| + 20 s \| \| \| 5.º \| Benjamin Swift \| UAE Team Emirates \| + 20 s \| \| \| 6.º \| Fabio Felline \| Trek-Segafredo \| + 20 s \| \| \| 7.º \| Tosh Van der Sande \| Lotto-Soudal \| + 20 s \| \| \| 8.º \| Jarlinson Pantano \| Trek-Segafredo \| + 20 s \| \| \| 9.º \| Diego Ulissi \| UAE Team Emirates \| + 20 s \| \| \| 10.º \| Maximiliano Richeze \| Quick-Step Floors \| + 20 s \| \| |                     |                   |                 |
| |                     |                   |                 |
| Fuente: ProCyclingStats |                     |                   |                 |
| Clasificación de la etapa |                     |                   |                 |
| Ciclista | Ciclista            | Equipo            | Tiempo          |
| 1.º | Stefan Küng         | BMC Racing Team   | 3 h 33 min 15 s |
| 2.º | Andri Hrivko        | Astana            | + 0 s           |
| 3.º | Sonny Colbrelli     | Bahrain-Merida    | + 20 s          |
| 4.º | Alexander Edmondson | Orica-Scott       | + 20 s          |
| 5.º | Benjamin Swift      | UAE Team Emirates | + 20 s          |
| 6.º | Fabio Felline       | Trek-Segafredo    | + 20 s          |
| 7.º | Tosh Van der Sande  | Lotto-Soudal      | + 20 s          |
| 8.º | Jarlinson Pantano   | Trek-Segafredo    | + 20 s          |
| 9.º | Diego Ulissi        | UAE Team Emirates | + 20 s          |
| 10.º | Maximiliano Richeze | Quick-Step Floors | + 20 s          |

| \| Clasificación general \| Clasificación general \| Clasificación general \| Clasificación general \| Clasificación general \| \| Ciclista \| Ciclista \| Equipo \| Tiempo \| \| \| --------------------- \| ----------------------- \| --------------------- \| --------------------- \| --------------------- \| \| 1.º \| Fabio Felline \| Trek-Segafredo \| 8 h 12 min 42 s \| \| \| 2.º \| Maximilian Schachmann \| Quick-Step Floors \| + 8 s \| \| \| 3.º \| Jesús Herrada \| Movistar Team \| + 8 s \| \| \| 4.º \| Primož Roglič \| LottoNL-Jumbo \| + 9 s \| \| \| 5.º \| Ion Izagirre \| Bahrain-Merida \| + 12 s \| \| \| 6.º \| Bob Jungels \| Quick-Step Floors \| + 12 s \| \| \| 7.º \| José Gonçalves \| Katusha-Alpecin \| + 13 s \| \| \| 8.º \| Rubén Fernández Andújar \| Movistar Team \| + 13 s \| \| \| 9.º \| Michael Albasini \| Orica-Scott \| + 14 s \| \| \| 10.º \| Jonathan Castroviejo \| Movistar Team \| + 14 s \| \| |                         |                   |                 |
| |                         |                   |                 |
| Fuente: ProCyclingStats |                         |                   |                 |
| Clasificación general |                         |                   |                 |
| Ciclista | Ciclista                | Equipo            | Tiempo          |
| 1.º | Fabio Felline           | Trek-Segafredo    | 8 h 12 min 42 s |
| 2.º | Maximilian Schachmann   | Quick-Step Floors | + 8 s           |
| 3.º | Jesús Herrada           | Movistar Team     | + 8 s           |
| 4.º | Primož Roglič           | LottoNL-Jumbo     | + 9 s           |
| 5.º | Ion Izagirre            | Bahrain-Merida    | + 12 s          |
| 6.º | Bob Jungels             | Quick-Step Floors | + 12 s          |
| 7.º | José Gonçalves          | Katusha-Alpecin   | + 13 s          |
| 8.º | Rubén Fernández Andújar | Movistar Team     | + 13 s          |
| 9.º | Michael Albasini        | Orica-Scott       | + 14 s          |
| 10.º | Jonathan Castroviejo    | Movistar Team     | + 14 s          |

### Etapa 3
| \| Clasificación de la etapa \| Clasificación de la etapa \| Clasificación de la etapa \| Clasificación de la etapa \| Clasificación de la etapa \| \| Ciclista \| Ciclista \| Equipo \| Tiempo \| \| \| ------------------------- \| ------------------------- \| ------------------------- \| ------------------------- \| ------------------------- \| \| 1.º \| Elia Viviani \| Team Sky \| 4 h 27 min 42 s \| \| \| 2.º \| Sonny Colbrelli \| Bahrain-Merida \| + 0 s \| \| \| 3.º \| Michael Schwarzmann \| Bora-Hansgrohe \| + 0 s \| \| \| 4.º \| Alexander Edmondson \| Orica-Scott \| + 0 s \| \| \| 5.º \| Samuel Dumoulin \| AG2R La Mondiale \| + 0 s \| \| \| 6.º \| Youcef Reguigui \| Dimension Data \| + 0 s \| \| \| 7.º \| Maximiliano Richeze \| Quick-Step Floors \| + 0 s \| \| \| 8.º \| Moreno Hofland \| Lotto-Soudal \| + 0 s \| \| \| 9.º \| Viacheslav Kuznetsov \| Katusha-Alpecin \| + 0 s \| \| \| 10.º \| Juanjo Lobato \| LottoNL-Jumbo \| + 0 s \| \| |                      |                   |                 |
| |                      |                   |                 |
| Fuente: ProCyclingStats |                      |                   |                 |
| Clasificación de la etapa |                      |                   |                 |
| Ciclista | Ciclista             | Equipo            | Tiempo          |
| 1.º | Elia Viviani         | Team Sky          | 4 h 27 min 42 s |
| 2.º | Sonny Colbrelli      | Bahrain-Merida    | + 0 s           |
| 3.º | Michael Schwarzmann  | Bora-Hansgrohe    | + 0 s           |
| 4.º | Alexander Edmondson  | Orica-Scott       | + 0 s           |
| 5.º | Samuel Dumoulin      | AG2R La Mondiale  | + 0 s           |
| 6.º | Youcef Reguigui      | Dimension Data    | + 0 s           |
| 7.º | Maximiliano Richeze  | Quick-Step Floors | + 0 s           |
| 8.º | Moreno Hofland       | Lotto-Soudal      | + 0 s           |
| 9.º | Viacheslav Kuznetsov | Katusha-Alpecin   | + 0 s           |
| 10.º | Juanjo Lobato        | LottoNL-Jumbo     | + 0 s           |

| \| Clasificación general \| Clasificación general \| Clasificación general \| Clasificación general \| Clasificación general \| \| Ciclista \| Ciclista \| Equipo \| Tiempo \| \| \| --------------------- \| ----------------------- \| --------------------- \| --------------------- \| --------------------- \| \| 1.º \| Fabio Felline \| Trek-Segafredo \| 12 h 40 min 24 s \| \| \| 2.º \| Maximilian Schachmann \| Quick-Step Floors \| + 8 s \| \| \| 3.º \| Jesús Herrada \| Movistar Team \| + 8 s \| \| \| 4.º \| Primož Roglič \| LottoNL-Jumbo \| + 9 s \| \| \| 5.º \| Ion Izagirre \| Bahrain-Merida \| + 12 s \| \| \| 6.º \| Bob Jungels \| Quick-Step Floors \| + 12 s \| \| \| 7.º \| José Gonçalves \| Katusha-Alpecin \| + 13 s \| \| \| 8.º \| Rubén Fernández Andújar \| Movistar Team \| + 13 s \| \| \| 9.º \| Michael Albasini \| Orica-Scott \| + 14 s \| \| \| 10.º \| Jonathan Castroviejo \| Movistar Team \| + 14 s \| \| |                         |                   |                  |
| |                         |                   |                  |
| Fuente: ProCyclingStats |                         |                   |                  |
| Clasificación general |                         |                   |                  |
| Ciclista | Ciclista                | Equipo            | Tiempo           |
| 1.º | Fabio Felline           | Trek-Segafredo    | 12 h 40 min 24 s |
| 2.º | Maximilian Schachmann   | Quick-Step Floors | + 8 s            |
| 3.º | Jesús Herrada           | Movistar Team     | + 8 s            |
| 4.º | Primož Roglič           | LottoNL-Jumbo     | + 9 s            |
| 5.º | Ion Izagirre            | Bahrain-Merida    | + 12 s           |
| 6.º | Bob Jungels             | Quick-Step Floors | + 12 s           |
| 7.º | José Gonçalves          | Katusha-Alpecin   | + 13 s           |
| 8.º | Rubén Fernández Andújar | Movistar Team     | + 13 s           |
| 9.º | Michael Albasini        | Orica-Scott       | + 14 s           |
| 10.º | Jonathan Castroviejo    | Movistar Team     | + 14 s           |

### Etapa 4
| \| Clasificación de la etapa \| Clasificación de la etapa \| Clasificación de la etapa \| Clasificación de la etapa \| Clasificación de la etapa \| \| Ciclista \| Ciclista \| Equipo \| Tiempo \| \| \| ------------------------- \| ------------------------- \| ------------------------- \| ------------------------- \| ------------------------- \| \| 1.º \| Simon Yates \| Orica-Scott \| 4 h 10 min 03 s \| \| \| 2.º \| Richie Porte \| BMC Racing Team \| + 0 s \| \| \| 3.º \| Emanuel Buchmann \| Bora-Hansgrohe \| + 30 s \| \| \| 4.º \| Tejay van Garderen \| BMC Racing Team \| + 43 s \| \| \| 5.º \| Rigoberto Urán \| Cannondale-Drapac \| + 52 s \| \| \| 6.º \| Diego Ulissi \| UAE Team Emirates \| + 52 s \| \| \| 7.º \| Pierre Latour \| AG2R La Mondiale \| + 52 s \| \| \| 8.º \| Louis Meintjes \| UAE Team Emirates \| + 52 s \| \| \| 9.º \| Damien Howson \| Orica-Scott \| + 52 s \| \| \| 10.º \| David Gaudu \| FDJ \| + 52 s \| \| |                    |                   |                 |
| |                    |                   |                 |
| Fuente: ProCyclingStats |                    |                   |                 |
| Clasificación de la etapa |                    |                   |                 |
| Ciclista | Ciclista           | Equipo            | Tiempo          |
| 1.º | Simon Yates        | Orica-Scott       | 4 h 10 min 03 s |
| 2.º | Richie Porte       | BMC Racing Team   | + 0 s           |
| 3.º | Emanuel Buchmann   | Bora-Hansgrohe    | + 30 s          |
| 4.º | Tejay van Garderen | BMC Racing Team   | + 43 s          |
| 5.º | Rigoberto Urán     | Cannondale-Drapac | + 52 s          |
| 6.º | Diego Ulissi       | UAE Team Emirates | + 52 s          |
| 7.º | Pierre Latour      | AG2R La Mondiale  | + 52 s          |
| 8.º | Louis Meintjes     | UAE Team Emirates | + 52 s          |
| 9.º | Damien Howson      | Orica-Scott       | + 52 s          |
| 10.º | David Gaudu        | FDJ               | + 52 s          |

| \| Clasificación general \| Clasificación general \| Clasificación general \| Clasificación general \| Clasificación general \| \| Ciclista \| Ciclista \| Equipo \| Tiempo \| \| \| --------------------- \| --------------------- \| --------------------- \| --------------------- \| --------------------- \| \| 1.º \| Simon Yates \| Orica-Scott \| 16 h 50 min 35 s \| \| \| 2.º \| Richie Porte \| BMC Racing Team \| + 19 s \| \| \| 3.º \| Emanuel Buchmann \| Bora-Hansgrohe \| + 38 s \| \| \| 4.º \| Fabio Felline \| Trek-Segafredo \| + 44 s \| \| \| 5.º \| Jesús Herrada \| Movistar Team \| + 52 s \| \| \| 6.º \| Primož Roglič \| LottoNL-Jumbo \| + 53 s \| \| \| 7.º \| Ion Izagirre \| Bahrain-Merida \| + 56 s \| \| \| 8.º \| Bob Jungels \| Quick-Step Floors \| + 56 s \| \| \| 9.º \| Diego Ulissi \| UAE Team Emirates \| + 58 s \| \| \| 10.º \| Damien Howson \| Orica-Scott \| + 59 s \| \| |                  |                   |                  |
| |                  |                   |                  |
| Fuente: ProCyclingStats |                  |                   |                  |
| Clasificación general |                  |                   |                  |
| Ciclista | Ciclista         | Equipo            | Tiempo           |
| 1.º | Simon Yates      | Orica-Scott       | 16 h 50 min 35 s |
| 2.º | Richie Porte     | BMC Racing Team   | + 19 s           |
| 3.º | Emanuel Buchmann | Bora-Hansgrohe    | + 38 s           |
| 4.º | Fabio Felline    | Trek-Segafredo    | + 44 s           |
| 5.º | Jesús Herrada    | Movistar Team     | + 52 s           |
| 6.º | Primož Roglič    | LottoNL-Jumbo     | + 53 s           |
| 7.º | Ion Izagirre     | Bahrain-Merida    | + 56 s           |
| 8.º | Bob Jungels      | Quick-Step Floors | + 56 s           |
| 9.º | Diego Ulissi     | UAE Team Emirates | + 58 s           |
| 10.º | Damien Howson    | Orica-Scott       | + 59 s           |

### Etapa 5
| \| Clasificación de la etapa \| Clasificación de la etapa \| Clasificación de la etapa \| Clasificación de la etapa \| Clasificación de la etapa \| \| Ciclista \| Ciclista \| Equipo \| Tiempo \| \| \| ------------------------- \| ------------------------- \| ------------------------- \| ------------------------- \| ------------------------- \| \| 1.º \| Primož Roglič \| LottoNL-Jumbo \| 24 min 58 s \| \| \| 2.º \| Richie Porte \| BMC Racing Team \| + 8 s \| \| \| 3.º \| Tejay van Garderen \| BMC Racing Team \| + 34 s \| \| \| 4.º \| Ion Izagirre \| Bahrain-Merida \| + 34 s \| \| \| 5.º \| Fabio Felline \| Trek-Segafredo \| + 34 s \| \| \| 6.º \| Andrey Amador \| Movistar Team \| + 35 s \| \| \| 7.º \| Jonathan Castroviejo \| Movistar Team \| + 41 s \| \| \| 8.º \| Lennard Kämna \| Team Sunweb \| + 42 s \| \| \| 9.º \| Chris Froome \| Team Sky \| + 46 s \| \| \| 10.º \| Ilnur Zakarin \| Katusha-Alpecin \| + 46 s \| \| |                      |                 |             |
| |                      |                 |             |
| Fuente: ProCyclingStats |                      |                 |             |
| Clasificación de la etapa |                      |                 |             |
| Ciclista | Ciclista             | Equipo          | Tiempo      |
| 1.º | Primož Roglič        | LottoNL-Jumbo   | 24 min 58 s |
| 2.º | Richie Porte         | BMC Racing Team | + 8 s       |
| 3.º | Tejay van Garderen   | BMC Racing Team | + 34 s      |
| 4.º | Ion Izagirre         | Bahrain-Merida  | + 34 s      |
| 5.º | Fabio Felline        | Trek-Segafredo  | + 34 s      |
| 6.º | Andrey Amador        | Movistar Team   | + 35 s      |
| 7.º | Jonathan Castroviejo | Movistar Team   | + 41 s      |
| 8.º | Lennard Kämna        | Team Sunweb     | + 42 s      |
| 9.º | Chris Froome         | Team Sky        | + 46 s      |
| 10.º | Ilnur Zakarin        | Katusha-Alpecin | + 46 s      |

## Clasificaciones finales
- Las clasificaciones finalizaron de la siguiente forma:[7]

### Clasificación general
| \| Clasificación general \| Clasificación general \| Clasificación general \| Clasificación general \| Clasificación general \| \| Ciclista \| Ciclista \| Equipo \| Tiempo \| \| \| --------------------- \| --------------------- \| --------------------- \| --------------------- \| --------------------- \| \| 1.º \| Richie Porte \| BMC Racing Team \| 17 h 16 min 00 s \| \| \| 2.º \| Simon Yates \| Orica-Scott \| + 21 s \| \| \| 3.º \| Primož Roglič \| LottoNL-Jumbo \| + 26 s \| \| \| 4.º \| Fabio Felline \| Trek-Segafredo \| + 51 s \| \| \| 5.º \| Ion Izagirre \| Bahrain-Merida \| + 1 min 03 s \| \| \| 6.º \| Tejay van Garderen \| BMC Racing Team \| + 1 min 16 s \| \| \| 7.º \| Wilco Kelderman \| Team Sunweb \| + 1 min 21 s \| \| \| 8.º \| Bob Jungels \| Quick-Step Floors \| + 1 min 22 s \| \| \| 9.º \| Jesús Herrada \| Movistar Team \| + 1 min 22 s \| \| \| 10.º \| Emanuel Buchmann \| Bora-Hansgrohe \| + 1 min 24 s \| \| |                    |                   |                  |
| |                    |                   |                  |
| Fuente: ProCyclingStats |                    |                   |                  |
| Clasificación general |                    |                   |                  |
| Ciclista | Ciclista           | Equipo            | Tiempo           |
| 1.º | Richie Porte       | BMC Racing Team   | 17 h 16 min 00 s |
| 2.º | Simon Yates        | Orica-Scott       | + 21 s           |
| 3.º | Primož Roglič      | LottoNL-Jumbo     | + 26 s           |
| 4.º | Fabio Felline      | Trek-Segafredo    | + 51 s           |
| 5.º | Ion Izagirre       | Bahrain-Merida    | + 1 min 03 s     |
| 6.º | Tejay van Garderen | BMC Racing Team   | + 1 min 16 s     |
| 7.º | Wilco Kelderman    | Team Sunweb       | + 1 min 21 s     |
| 8.º | Bob Jungels        | Quick-Step Floors | + 1 min 22 s     |
| 9.º | Jesús Herrada      | Movistar Team     | + 1 min 22 s     |
| 10.º | Emanuel Buchmann   | Bora-Hansgrohe    | + 1 min 24 s     |

### Clasificación por puntos
| Clasificación por puntos | Clasificación por puntos | Clasificación por puntos | Clasificación por puntos | Clasificación por puntos |
| Ciclista                 | Ciclista                 | Equipo                   | Puntos                   |                          |
| ------------------------ | ------------------------ | ------------------------ | ------------------------ | ------------------------ |
| 1.º                      | Stefan Küng              | BMC Racing Team          | 66 pts                   |                          |
| 2.º                      | Fabio Felline            | Trek-Segafredo           | 65 pts                   |                          |
| 3.º                      | Alexander Edmondson      | Orica-Scott              | 58 pts                   |                          |
| 4.º                      | Primož Roglič            | LottoNL-Jumbo            | 51 pts                   |                          |
| 5.º                      | Richie Porte             | BMC Racing Team          | 50 pts                   |                          |
| 6.º                      | Sonny Colbrelli          | Bahrain-Merida           | 50 pts                   |                          |
| 7.º                      | Diego Ulissi             | UAE Team Emirates        | 48 pts                   |                          |
| 8.º                      | Tejay van Garderen       | BMC Racing Team          | 41 pts                   |                          |
| 9.º                      | Alex Dowsett             | Movistar Team            | 40 pts                   |                          |
| 10.º                     | Simon Yates              | Orica-Scott              | 35 pts                   |                          |

### Clasificación de la montaña
| Clasificación de la montaña | Clasificación de la montaña | Clasificación de la montaña | Clasificación de la montaña | Clasificación de la montaña |
| Ciclista                    | Ciclista                    | Equipo                      | Puntos                      |                             |
| --------------------------- | --------------------------- | --------------------------- | --------------------------- | --------------------------- |
| 1.º                         | Sander Armée                | Lotto-Soudal                | 67 pts                      |                             |
| 2.º                         | Simon Yates                 | Orica-Scott                 | 50 pts                      |                             |
| 3.º                         | Mikaël Cherel               | AG2R La Mondiale            | 22 pts                      |                             |
| 4.º                         | Simon Clarke                | Cannondale-Drapac           | 19 pts                      |                             |
| 5.º                         | Richie Porte                | BMC Racing Team             | 16 pts                      |                             |
| 6.º                         | Diego Ulissi                | UAE Team Emirates           | 16 pts                      |                             |
| 7.º                         | Thomas de Gendt             | Lotto-Soudal                | 15 pts                      |                             |
| 8.º                         | Mekseb Debesay              | Dimension Data              | 13 pts                      |                             |
| 9.º                         | Emanuel Buchmann            | Bora-Hansgrohe              | 12 pts                      |                             |
| 10.º                        | David Gaudu                 | FDJ                         | 12 pts                      |                             |

### Clasificación de los jóvenes
| Clasificación del mejor joven | Clasificación del mejor joven | Clasificación del mejor joven | Clasificación del mejor joven | Clasificación del mejor joven |
| Ciclista                      | Ciclista                      | Equipo                        | Tiempo                        |                               |
| ----------------------------- | ----------------------------- | ----------------------------- | ----------------------------- | ----------------------------- |
| 1.º                           | Pierre Latour                 | AG2R La Mondiale              | 7 h 17 min 44 s               |                               |
| 2.º                           | Maximilian Schachmann         | Quick-Step Floors             | + 14 s                        |                               |
| 3.º                           | Jack Haig                     | Orica-Scott                   | + 36 s                        |                               |
| 4.º                           | Richard Carapaz               | Movistar Team                 | + 32 s                        |                               |
| 5.º                           | David Gaudu                   | FDJ                           | + 34 s                        |                               |
| 6.º                           | Anass Aït El Abdia            | UAE Team Emirates             | + 35 s                        |                               |
| 7.º                           | Merhawi Kudus                 | Dimension Data                | + 14 s                        |                               |
| 8.º                           | Guillaume Martin              | Wanty-Groupe Gobert           | + 42 s                        |                               |
| 9.º                           | James Shaw                    | Lotto-Soudal                  | + 35 s                        |                               |
| 10.º                          | Matvey Mamykin                | Katusha-Alpecin               | + 11 min 55 s                 |                               |

### Clasificación por equipos
| Clasificación por equipos | Clasificación por equipos | Clasificación por equipos | Clasificación por equipos |
| Equipo                    | Equipo                    | Tiempo                    |                           |
| ------------------------- | ------------------------- | ------------------------- | ------------------------- |
| 1.º                       | Movistar Team             | 51 h 51 min 49 s          |                           |
| 2.º                       | Orica-Scott               | + 5 s                     |                           |
| 3.º                       | Quick-Step Floors         | + 1 min 13 s              |                           |
| 4.º                       | BMC Racing Team           | + 1 min 53 s              |                           |
| 5.º                       | Katusha-Alpecin           | + 2 min 59 s              |                           |
| 6.º                       | AG2R La Mondiale          | + 3 min 04 s              |                           |
| 7.º                       | UAE Team Emirates         | + 3 min 08 s              |                           |
| 8.º                       | Trek-Segafredo            | + 4 min 48 s              |                           |
| 9.º                       | Bahrain-Merida            | + 4 min 57 s              |                           |
| 10.º                      | Lotto NL-Jumbo            | + 5 min 42 s              |                           |

## Evolución de las clasificaciones
| Etapa (Vencedor)               | Clasificación general | Clasificación de la montaña | Clasificación por puntos | Clasificación de los jóvenes | Clasificación por equipos |
| ------------------------------ | --------------------- | --------------------------- | ------------------------ | ---------------------------- | ------------------------- |
| Prólogo (Fabio Felline)        | Fabio Felline         | no se entregó               | Fabio Felline            | Alexander Edmondson          | Movistar                  |
| 1.ª etapa (Michael Albasini)   | Fabio Felline         | Simon Yates                 | Fabio Felline            | Maximilian Schachmann        | Movistar                  |
| 2.ª etapa (Stefan Küng)        | Fabio Felline         | Sander Armée                | Stefan Küng              | Maximilian Schachmann        | Movistar                  |
| 3.ª etapa (Elia Viviani)       | Fabio Felline         | Sander Armée                | Stefan Küng              | Maximilian Schachmann        | Movistar                  |
| 4.ª etapa (Simon Yates)        | Simon Yates           | Sander Armée                | Stefan Küng              | Pierre Latour                | Orica-Scott               |
| 5.ª etapa (CRI (Primož Roglič) | Richie Porte          | Sander Armée                | Stefan Küng              | Pierre Latour                | Movistar                  |
| Final                          | Richie Porte          | Sander Armée                | Stefan Küng              | Pierre Latour                | Movistar                  |

## UCI World Ranking
El Tour de Romandía otorga puntos para el UCI WorldTour 2017 y el UCI World Ranking, este último para corredores de los equipos en las categorías UCI ProTeam, Profesional Continental y Equipos Continentales. Las siguientes tablas son el baremo de puntuación y los corredores que obtuvieron puntos:
| Posición              | 1.ª | 2.ª | 3.ª | 4.ª | 5.ª | 6.ª | 7.ª | 8.ª | 9.ª | 10.ª |
| Clasificación general | 500 | 400 | 325 | 275 | 225 | 175 | 150 | 125 | 100 | 85   |
| Por etapa             | 60  | 25  | 10  |     |     |     |     |     |     |      |
| Líder                 | 10  |     |     |     |     |     |     |     |     |      |

| Clasificación | Clasificación      | Clasificación     | Clasificación | Clasificación | Clasificación | Clasificación |
| Posición      | Ciclista           | Equipo            | General       | Etapa         | Líder         | Total         |
| ------------- | ------------------ | ----------------- | ------------- | ------------- | ------------- | ------------- |
| 1.º           | Richie Porte       | BMC Racing        | 500           | 50            | -             | 550           |
| 2.º           | Simon Yates        | Orica-Scott       | 400           | 60            | 10            | 470           |
| 3.º           | Primož Roglič      | LottoNL-Jumbo     | 325           | 60            | -             | 385           |
| 4.º           | Fabio Felline      | Trek-Segafredo    | 275           | 60            | 40            | 375           |
| 5.º           | Ion Izagirre       | Bahrain Merida    | 225           | -             | -             | 225           |
| 6.º           | Tejay van Garderen | BMC Racing        | 175           | 10            | -             | 185           |
| 7.º           | Wilco Kelderman    | Sunweb            | 150           | -             | -             | 150           |
| 8.º           | Bob Jungels        | Quick-Step Floors | 125           | -             | -             | 125           |
| 9.º           | Jesús Herrada      | Movistar          | 100           | 10            | -             | 110           |
| 10.º          | Emanuel Buchmann   | Bora-Hansgrohe    | 85            | 10            | -             | 95            |